# Spincourt
Spincourt é uma comuna francesa na região administrativa de Grande Leste, no departamento de Meuse. Estende-se por uma área de 26,78 km². Em 2010 a comuna tinha 849 habitantes (densidade: 31,7 hab./km²).